# Цвек Сергій Степанович
Сергі́й Степа́нович Цве́к — сержант Збройних сил України, учасник російсько-української війни.

## З життєпису
Служив у РА, потім у ЗСУ, офіцер, 1994 року закінчив службу в армії.
У часі війни з серпня 2014 року — у складі 92-ї бригади. Брав участь у боях за Щастя, бригада тримала оборону по 40-км відтинку. У вересні 2015-го повернувся з передової в місто Зміїв. Після демобілізації проводить активну громадську роботу.

## Нагороди
За особисту мужність і героїзм, виявлені у захисті державного суверенітету та територіальної цілісності України, вірність військовій присязі під час бойових дій та при виконанні службових обов'язків, відзначений — нагороджений
- 13 серпня 2015 року — орденом «За мужність» III ступеня.